# 約翰·卡特 (德克薩斯政治家)
約翰·卡特（英語：John Carter；1941年11月6日—）是美国的一位政治人物，他出生於德克萨斯州的休斯敦，自2003年開始成為德克薩斯州第三十一國會選區選出的聯邦眾議員。他的黨籍是共和黨。